# Örtagårdsbi
Örtagårdsbi (Anthophora quadrimaculata) är en art i insektsordningen steklar som tillhör överfamiljen bin och släktet pälsbin. Den kallas även vargpälsbi.

## Beskrivning
Hela ovansidan har päls som hos unga bin är gulbrun, men som senare bleks till ljusgrå. Bakkanterna av tergiterna 2 till 4 har glesa, ljusare hårband som ger bakkroppen ett randigt intryck. Buksidan har vitaktig päls. Huvudet har mycket korta kinder; de avlånga, grågröna fasettögonen når nästan ända ner till käkarna. På de bakersta skenbenen har honan vitaktiga hårsamlingar, som används för polleninsamling. På den i övrigt svarta munskölden har hanen en gul markering som liknar ett upp-och-nervänt T. Han har även blekgula markeringar på överläppen, käkarna och antennerna. Kroppslängden är 10 till 12 mm.

## Ekologi
Inte särskilt mycket är känt om artens habitat, men det har konstaterats att den bland annat lever i gräsmarker och snårskog. I Sverige har den observerats i bebyggelse, parker, trädgårdar, grustag, på vägar, odlade fält och i skogsbryn. Även i England och på Kanalöarna förekommer arten gärna i trädgårdar.
Örtagårdsbiet är ett solitärt bi, det vill säga det bildar inte samhällen. Bona kan emellertid byggas i små kolonier med andra bon från samma art. Honan bygger själv boet, som består av en gång med larvceller som grävs ut i naturligt förekommande håligheter i marken, murar, gamla, porösa tegelväggar, lerväggar och sandbankar. Boparasiter till örtagårdsbiet är kägelbiet rostkägelbi, långtungebiet Thyreus orbatus och ibland också dess nära släkting Thyreus scutellaris. Honorna av dessa lägger ägg i larvcellerna, och de resulterande larverna lever av den insamlade näringen sedan de dödat värdägget eller -larven. För detta ändamål har larverna i den första larvfasen kraftiga käkar.
Flygtiden varar mellan juni och augusti. Biet besöker blommande växter från ett stort antal familjer, framför allt kransblommiga växter (gärna odlade sådana i trädgårdar) som lavendelarter, nepetaarter och syskor, men har också setts på strävbladiga växter som oxtungor och snokörter,, samt murreva i familjen grobladsväxter.

## Utbredning
Arten finns i Sydeuropa till och med Italien inklusive Sicilien, Mellaneuropa inklusive södra England och Kanalöarna, Nordeuropa inklusive Sverige, södra Finland och Baltikum, Ryssland samt österut till Sibirien och norra Kina.
I Sverige förekommer arten i Götaland, Svealand samt längs Norrlandskusten upp till Umeå. Äldre uppogifter från Norrbotten finns också.
I Finland finns arten från Åland (där den har gått tillbaka kraftigt) och de sydligaste delarna; i väster går den längre norrut upp till Österbotten.

## Status
Det finns inga uppgifter om global status för örtagårdsbiet; IUCN klassifierar det under kunskapsbrist ("DD"). Både i Sverige och Finland är arten klassificerad som livskraftig, ("LC"). I Finland var emellertid arten rödlistad som nära hotad ("NT") åren 2000 och 2010.